# Paul Rudd
Paul Stephen Rudd, ameriški filmski in televizijski igralec, * 6. april 1969 Passaic, New Jersey, ZDA. 
Rudd je študiral na Univerzi v Kansasu in Ameriški akademiji dramskih umetnosti, preden je leta 1991 začel svojo kariero kot filmski igralec. Leta 2019 je bil uvrščen na seznam Forbes Celebrity 100, leta 2021 pa ga je revija People razglasila za "najbolj seksi moških na svetu". Med priznanji, ki jih je prejel, so nagrada Critics' Choice Television Award, nominacije za zlati globus, dve nagradi primetime emmy in dve nagradi Screen Actors Guild Award.
Rudd je nastopil v filmih Nimaš pojma (1995), Noč Čarovnic IV (1995), Romeo + Julija (1996), Wet Hot American Summer (2001), Voditelj vrača udarec (2004), 40-letni devinčnik (2005), Napumpana (2007), Stari, rad te imam (2009) in To so 40 (2012).  Superjunaka Scotta Langa/Ant-Mana je igral v petih filmih Marvelovega filmskega vesolja (MCU), od filma Ant-Man (2015) do filma Ant-Man in Osa: Kvantumanija (2023). Igral je Garyja Groobersona v filmih o Izganjalcih duhov: Zapuščina (2021) in Izgnajalci duhov: Ledena grožnja (2024).
Rudd je nastopil tudi v številnih televizijskih oddajah, vključno s situacijsko komedijo Prijatelji (2002–2004) kot Mike Hannigan, in je večkrat gostoval kot voditelj oddaje Saturday Night Live. Odigral je dvojno vlogo v komični seriji Živeti sam s seboj (2019), ki mu je prinesla nominacijo za zlati globus za najboljšega igralca v televizijski seriji, muzikalu ali komediji. Igral je v miniseriji The Shrink Next Door (2021) in se pojavil v komični seriji Hulu Only Murders in the Building (2023–2024), ki mu je prinesla nominacijo za nagrado Primetime Emmy za najboljšega stranskega igralca v komični seriji.
Rudd je poročen z Julie Yaeger, s katero ima dva otroka. 